# L-plansborg
Et L-plansborg er en borg eller beboelsestårn hvis grundplan er formet som et L, som typisk opført fra 1200- til 1600-tallet. Borge af denne type findes særligt i Skotland, men ses også i England, Irland, Rumænien, på Sardinien og andre steder. Udviklingen af designet var en udvidelse af blokhuset eller det enkle kvadratiske tårn fra den tidlige middelalder. I takt med at byggeteknikkerne forbedredes, blev det muligt at konstruere en større bygning med mere kompleks form end det simple tårn. En mere overbevisende motivation for L-planen var muligheden for at forsvare indgangsdøren ved at tilbyde flankerende ild fra de tilstødende vægge. Dette forsvarstrick blev særligt aktuelt med fremkomsten af kanoner og andet artilleri.
Det var almindeligt, at samlingen af de to fløje havde meget tykke mure for at understøtte et større forsvarstårn i dette hjørne. For eksempel er stenmurene i Muchalls Castle i Skotland over 4 meter tykke i stueplan. Det blev opført i 1200-tallet, og det menes at disse mure har understøttet et betydeligt forsvarstårn. En ombygning i 1600-tallet bestod sandsynligvis af en lige så høj struktur, men tilpasset 1600-tallets boligforhold, hvor de øvre etager fulgte samme grundplan som de nederste.
Andre eksempler på skotske L-formede slotte inkluderer:
- Barcaldine Castle, opført i 1600-tallet, ved Barcaldine nær Oban[3]
- Culzean Castle, opført i slutningen af 1500-tallet i Ayrshire
- Dalhousie Castle, bygget som et 1400-tals tårnhus nær Dalkeith i regionen Lothian
- Dunderave Castle, bygget omkring år 1500 på bredden af Loch Fyne[4]
- Dunnottar Castle, delvis ruin af en borg en klippe ved Nordsøen nær Stonehaven
- Erchless Castle, et slot fra 1300-tallet i Inverness-shire
- Fernie Castle, opført i 1500-tallet i Fife
- Neidpath Castle, bygget af Clan Fraser i 1200-tallet nær Peebles

I Cagliari, Sardinien findes to bevarede strukturer kendt som Torre dell'Elefante og Torre di San Pancrazio. Hver af disse tårne – samt en tredje, ødelagt af engelsk og spansk flåde – er opført i L-plan. Strukturerne stammer fra omkring år 1300 og er hver især 30 meter høje. Tårnene fungerede som vigtige udkigsposter mod havet og det indre af øen.